# مزرعه یشوع
مزرعه یشوع (عربی: مزرعة يشوع) یک منطقه مسکونی در کشور لبنان است.